# 新奧爾巴尼 (新澤西州)
新奧爾巴尼（英語：New Albany）是位於美國新澤西州伯靈頓縣的非建制地區。

## 地理
新奧爾巴尼所處的海拔為高於海平面13米（即43英呎），而該地所採用的時區為UTC-5，即北美东部时区（EST）。同時該地設有夏令時間，為UTC-5調快一小時，即UTC-4（EDT）。